# Manfred Kaltz
Manfred „Manni“ Kaltz (* 6. Januar 1953 in Ludwigshafen am Rhein) ist ein ehemaliger deutscher Fußballspieler. Der Außenverteidiger absolvierte zwischen 1971 und 1991 581 Bundesligaspiele für den Hamburger SV sowie 69 Länderspiele für die deutsche Nationalmannschaft, mit der er 1980 Europameister wurde. Bekannt war er auch für seine „Bananenflanken“.

## Jugend
Kaltz begann mit elf Jahren beim VfL Neuhofen mit dem Fußballspielen. Er durchlief alle DFB-Jugendmannschaften bis hin zum A-Jugend-Nationalspieler. 1970 wurde er mit dem TuS Altrip deutscher A-Jugend-Vizemeister. Mit seinem damaligen Trainer Gerhard Heid wechselte er anschließend zum Hamburger SV, bei dem er zunächst ein weiteres Jahr in der A-Jugend absolvierte.

## Bundesliga
In der Fußball-Bundesliga war er vom 20. August 1971 bis 7. Juni 1989 in 568 Bundesligaspielen für den Hamburger SV aktiv. Nachdem der HSV ihm keinen längerfristigen Vertrag angeboten hatte, verließ er nach 18 Jahren den Klub und wechselte zu Girondins Bordeaux; dort spielte er eine Saison für Bordeaux und den FC Mulhouse in der französischen Division 1, bevor er zum HSV zurückkehrte und dort einen leistungsbezogenen Vertrag unterschrieb. Am 8. September 1990 feierte er im Heimspiel gegen Mönchengladbach unter Trainer Gerd-Volker Schock seine Rückkehr zum HSV. Im weiteren Saisonverlauf machte er zwar nur noch 13 Spiele, gehörte aber zu der Mannschaft, die 1991 in den UEFA-Pokal-Wettbewerb einzog. Mit insgesamt 581 Bundesligaeinsätzen ausschließlich für den HSV beendete Kaltz nach 19 Jahren seine Bundesliga-Karriere. Er war zwei Jahre lang Bundesligarekordspieler, ehe er 1990 von Karl-Heinz Körbel übertroffen wurde.

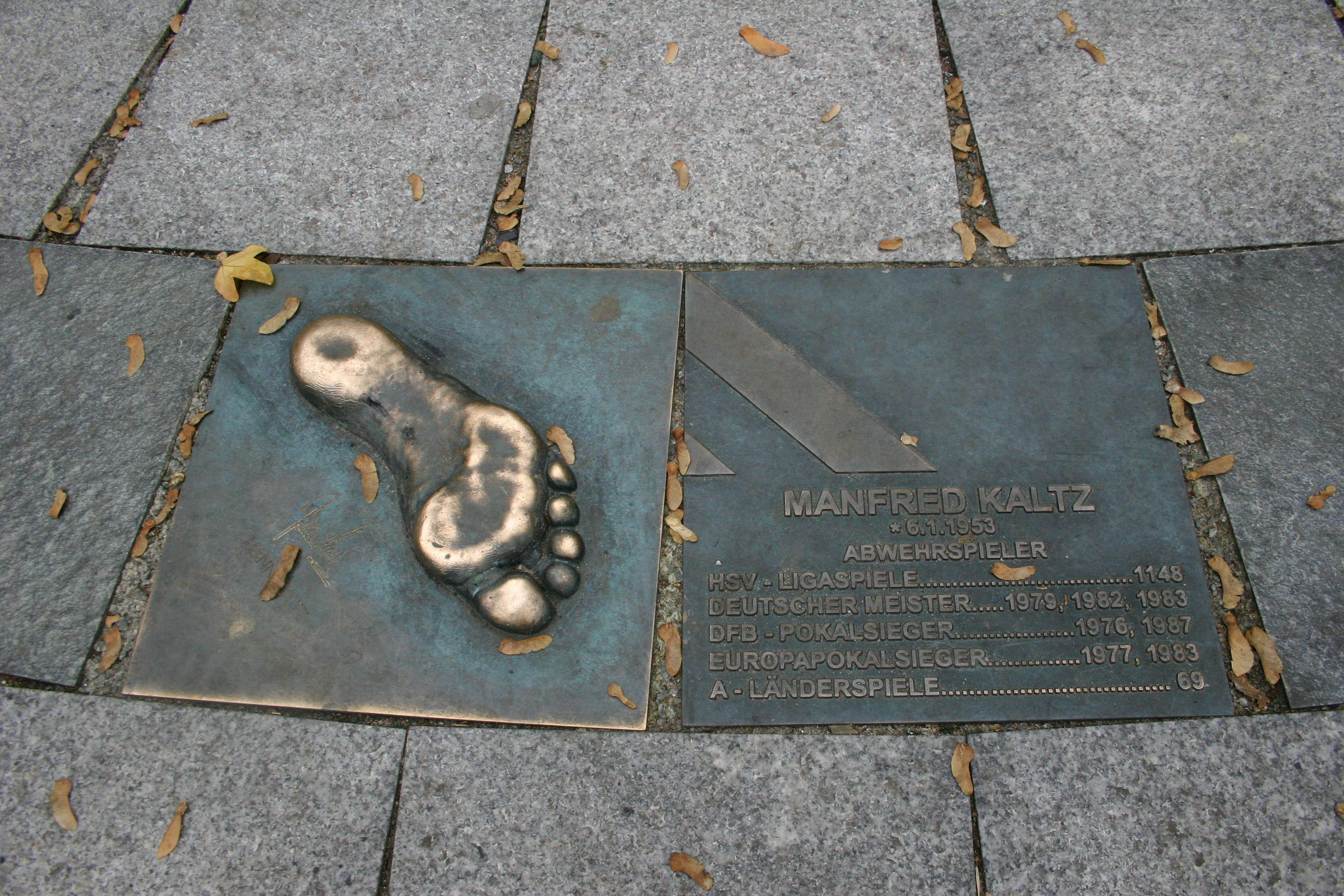
Fußabdruck Kaltz’ auf dem „walk of fame“ vor dem Volksparkstadion

Weil er 53 seiner insgesamt 76 Tore per Strafstoß erzielte, erwarb sich Kaltz den Ruf eines Elfmeter-Spezialisten (sieben Fehlschüsse). Mit sechs Treffern schoss er genauso wie Nikolče Noveski die meisten Eigentore in der Bundesliga. Er ist bis heute Rekordspieler der Hamburger und der Bundesligaspieler mit den zweitmeisten Spielen. Zudem gilt er als der erfolgreichste Spieler in der Geschichte des HSV, mit dem er den DFB-Ligapokal 1972/73, den DFB-Pokal 1975/76 und 1987 gewann, 1977 Europapokal der Pokalsieger sowie 1979, 1982 und 1983 Deutscher Meister wurde. Seinen größten Triumph feierte Kaltz, als er 1983 mit dem HSV den Europapokal der Landesmeister gewann.
Kaltz spielte einen offensiven rechten Verteidiger und ging weite Laufwege. Seine berüchtigten Bananenflanken fanden häufig einen dankbaren Abnehmer in Horst Hrubesch. Dieses erfolgreiche Hamburger Gespann nahm auch an der Fußball-Weltmeisterschaft 1982 in Spanien teil. Kaltz’ Abschied vom HSV am Ende der Saison 1990/91 erfolgte ohne Ehrung, da er im letzten Saisonspiel nicht im Aufgebot stand.

## Nationalmannschaft
1972 wurde Kaltz für die Olympischen Spiele in München nominiert, wo er für die deutsche Fußballnationalmannschaft der Amateure im Zwischenrundenspiel gegen Mexiko zum Einsatz kam. In der deutschen Nationalmannschaft war Kaltz von 1975 bis 1983 aktiv. Seinen ersten Einsatz für die DFB-Auswahl hatte er am 3. September 1975. Beim 2:0-Sieg in Wien gegen Österreich stand Kaltz umgehend in der Startformation. Er absolvierte 69 Länderspiele und schoss acht Tore. Sein erstes Tor für die Nationalmannschaft gelang Kaltz am 8. Oktober 1977, als er beim 2:1-Sieg im Berliner Olympiastadion gegen Italien den 1:0-Führungstreffer erzielte. Nach dem Spiel attestierte ihm Italiens damaliger Nationaltrainer Enzo Bearzot „absolute Weltklasse“. Kaltz nahm an der Weltmeisterschaft 1978 in Argentinien und 1982 in Spanien teil. Der Versuch, Kaltz als Libero für den zuvor zurückgetretenen Franz Beckenbauer bei der WM in Argentinien einzusetzen, schlug aber fehl, was mit zum Ausscheiden der deutschen Mannschaft in der Zwischenrunde beitrug. Bei der Europameisterschaft 1980 gewann er mit Deutschland den Titel. Dafür erhielt er von Bundespräsident Karl Carstens das Silberne Lorbeerblatt.
In der Vizeweltmeister-Elf von 1982 trug er während der verletzungsbedingten Pause von Karl-Heinz Rummenigge in der 2. Runde und im Halbfinale zeitweise die Kapitänsbinde.
1983, nach einer 0:1-Niederlage gegen Portugal und insgesamt 69 A-Länderspielen, trat Manfred Kaltz als Nationalspieler zurück. Er gab persönliche Differenzen mit Bundestrainer Jupp Derwall als Grund an. Unter anderem war Kaltz nicht mit der taktischen Ausrichtung der Nationalmannschaft unter Derwall einverstanden und hatte dies mehrfach kritisiert.
Kaltz gehörte zu den Nationalspielern, die häufig ohne Schienbeinschützer und mit heruntergekrempelten Stutzen spielten. Diese Mode wurde einige Jahre später von der FIFA verboten.

## Trivia
Kaltz machte 1982 im Hamburger Abendblatt Wahlwerbung für den Spitzenkandidaten der CDU zur Hamburgischen Bürgerschaftswahl, Walther Leisler Kiep.

## Erfolge

### Nationalmannschaft
- Vizeweltmeister: 1982
- Europameister: 1980

### Verein
- Europapokalsieger der Landesmeister: 1983
- Europapokalsieger der Pokalsieger 1977
- Deutscher Meister: 1979, 1982 und 1983
- DFB-Pokal-Sieger: 1976 und 1987
- DFB-Ligapokal 1973

## Nach der aktiven Laufbahn

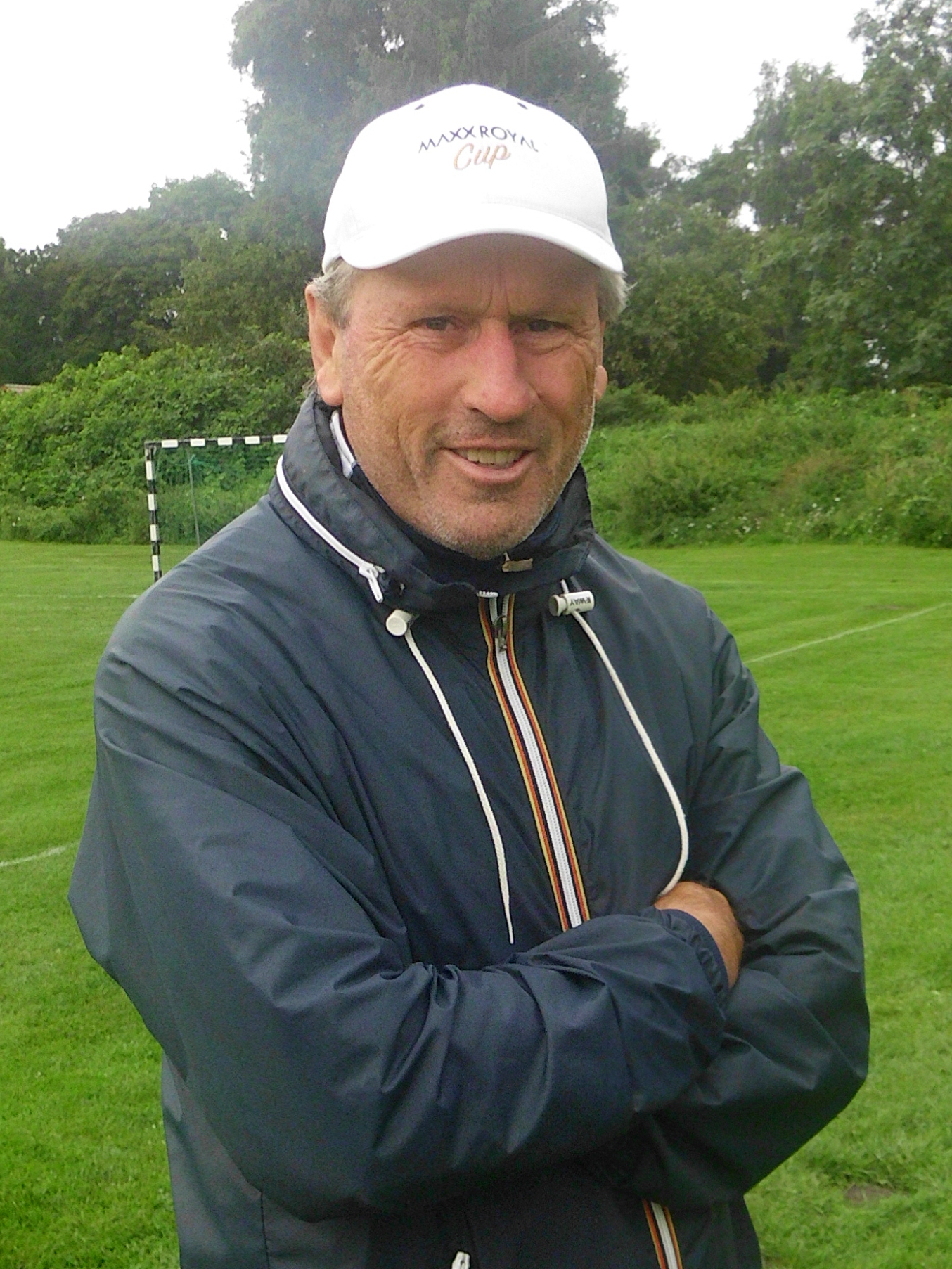
Manni Kaltz, Fußballschule am Weißenhäuser Strand 2017

Bereits während seiner Spielerlaufbahn legte Kaltz die Grundlage für berufliche Tätigkeiten außerhalb des Fußballsports, war an einer Privatschule und ab März 1988 an einem Rehazentrum beteiligt. 1991 wurde er für einen Hersteller von Mineralwasser als Verkaufsleiter tätig, 1992 war er als Manager von Hansa Rostock im Gespräch. Später war Kaltz als Cotrainer in verschiedenen Vereinen (u. a. 2000/01 bei Eintracht Frankfurt unter seinem ehemaligen Mannschaftskollegen Felix Magath) tätig.
Kaltz betreibt und leitet seit 2002 im Großraum Hamburg die Manfred-Kaltz-Fußballschule für Jugendliche. Er gehört dem Kuratorium der Stiftung Jugendfußball an. Die Stiftung wurde im Jahr 2000 neben Kaltz von Jürgen Klinsmann und weiteren erfolgreichen Nationalspielern sowie den Dozenten des Fußball-Lehrer-Sonderlehrgangs gegründet. Er betätigte sich ebenfalls als Immobilienmakler und Vermögensberater. Außerdem wurde Kaltz 2009 als Repräsentant der Sport- und Veranstaltungsvermarktungsagentur EIBA Communication tätig.
Seit Januar 2014 war Manfred Kaltz Trainer in der Fußballschule des VfL Bochum und betreibt im Juli und August ein eigenes Fußballcamp im Ferien- und Freizeitpark Weissenhäuser Strand. Heute lebt er in Hamburg.